# Fibula di Meldorf
La fibula di Meldorf è una fibula germanica trovata a Meldorf, Schleswig-Holstein nel 1979, datata alla metà del I secolo (cioè contemporanea di Tacito) recante un'importante iscrizione nel dibattito sull'origine del Fuþark antico. È dibattuto se la scrittura impiegata debba essere considerata “runica”, “protorunica” o se è in alfabeto latino.

## Inscrizione
L'iscrizione, che si trova sull'attacco della fibula e che è stata realizzata con una sorta di tecnica di perforazione, continua a essere oggetto di un vivace dibattito. La controversia riguarda soprattutto se i suoi caratteri possano essere considerati runici, protorunici o semplicemente lettere latine. I reperti di Vimose - in particolare un pettine con la parola inscritta harja datata intorno al 160 d.C. - sono ampiamente considerati i più antichi oggetti runici rinvenuti finora. Se l'iscrizione sulla fibula di Meldorf fosse runica, avrebbe importanti implicazioni per l'origine e lo sviluppo del futhark antico.

## Interpretazione
Düwel e Gebühr suggeriscono che, leggendo da destra a sinistra, l'iscrizione contiene quattro rune (    ) che si leggerebbero come hiwi, il cui significato è "per la moglie" o mater familias. Termini correlati sono: l'antico sassone e l'alto tedesco hīwa e hīwiski (rispettivamente moglie e famiglia); l'antico sassone hīwian e l'alto tedesco hīwan (sposare) e heiwa- in gotico heiwa-frauja ("padrone di casa", "marito").
Questa interpretazione ha acquistato peso con la scoperta dell'oggetto Wijnaldum B, un piccolo ciondolo di probabile origine mediterranea datato intorno al 600, a Leeuwarden, in Frisia, nel 1990. Sul retro è presente un'iscrizione runica che Looijenga (1997) e Düwel hanno interpretato come hiwi (per mater familias).
Odenstedt, invece, nel 1989 ha interpretato l'iscrizione sulla fibula come costituita semplicemente dalle lettere dell'alfabeto latino IDIN (nel senso ordinario da sinistra a destra), traducendola come un nome personale, di genere indeterminato, se femminile significherebbe "per Ida", se maschile "per Iddo". Seebold ha sostenuto questa interpretazione nel 1994.
Nel 1997 Mees concordò con Düwel che si trattava di un'iscrizione runica, ma a differenza di Düwel, invece di leggerla da destra a sinistra, la lesse in senso ordinario, iṛiḷi, che tradusse come "Erilaz: maestro incisore, incisore runico".
Altre interpretazioni includono il latino nidi, runico o latino irih, hiri, o runico iwih, iþih, hiþi. Considerando che le rune i e h sono indistinguibili dalle latine I e H, la questione rimane controversa tra il putativo w o la runa þ (rispetto alle latine R o D).
Düwel suggerisce che le quattro rune sulla fibula si potrebbero leggere hiwi "per la sposa"  da destra a sinistra. Questa interpretazione non è certa. Leggendo da sinistra a destra l'iscrizione potrebbe essere IDIN (forse, "per Ida") nell'alfabeto latino.
La fibula è conservata nel Gottorp di Schleswig.